# Montcourt
 Montcourt  es una población y comuna francesa, situada en la región de Franco Condado, departamento de Alto Saona, en el distrito de Vesoul y cantón de Jussey.

## Demografía
| 84 | 75 | 59 | 75 | 86 | 75 | 74 |
| Para los censos de 1962 a 1999 la población legal corresponde a la población sin duplicidades (Fuente: INSEE [Consultar]) |    |    |    |    |    |    |